# 聖バルトロマイの殉教 (リベーラ、1644年)
『聖バルトロマイの殉教』（せいバルトロマイのじゅんきょう、西: Martirio de San Bartolomé、英: The Martyrdom of Saint Bartholomew）は、17世紀スペイン・バロック期の巨匠ホセ・デ・リベーラが1644年にキャンバス上に油彩で描いた絵画である。カタルーニャのイラストレーター、画家、作家、詩人であったアレクサンドラ・ダ・リケーが所有していた作品で、1903年に購入されて以来、バルセロナのカタルーニャ国立美術館に所蔵されている。

## 作品
この絵画は、聖バルトロマイの殉教と彼の身体的苦悶を表している。彼は十二使徒の1人で、イエス・キリストの昇天後、アルメニアで全身の皮を剥がされ殉教した。この聖人の主題は、対抗宗教改革時代のイタリアとスペインで人気のあるものであった。

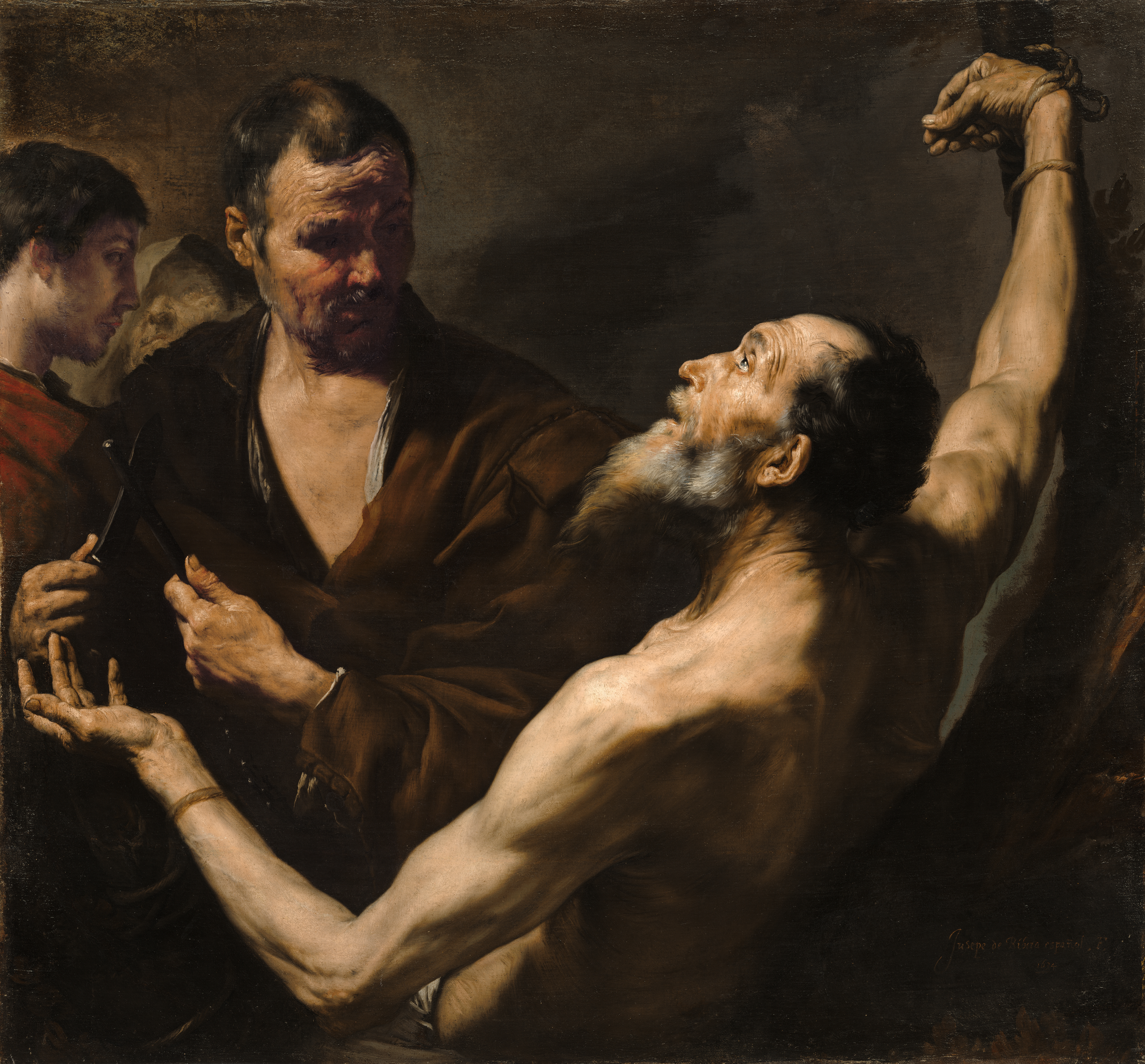
ホセ・デ・リベーラ『聖バルトロマイの殉教』 (1634年)、ナショナル・ギャラリー (ワシントン)

画中のほぼ全裸のバルトロマイは、鑑賞者の方を絶望的に見ている。一方、加虐趣味的な酔った処刑人は、彼の身体の皮を剥ぐのに嬉々としている。地面にはバルダック (Baldach) 神として特定されている古代彫刻があり、後ろでは頭部を覆った2人の僧が惨劇を見ている。
絵画はヤコブス・デ・ウォラギネの『黄金伝説 (聖人伝)』の記述にしたがったものであり、聖バルトロマイと同じ刑罰を受けたサテュロスのマルシュアスの寓話をキリスト教の伝説に翻案したものである。 なお、リベーラは、1634年にも構図の異なる同主題の『聖バルトロマイの殉教』 (ワシントン・ナショナル・ギャラリー) を制作している。